# Judah bar Ezekiel
Judah bar Ezekiel (in ebraico יהודה בן יחזקאל‎?; Babilonia, 220 – 299) è stato un rabbino babilonese, appartenente alla seconda generazione amoraim.
Noto anche come Rav Yehudah, fu il talmudista più illustre fra i discepoli del rabbino Rav.

## Biografia
Frequentò per anni la casa del rabbino Rav, il cui figlio Hiyya b. Rav fu uno dei suoi pupilli. Alla morte di Rav, Judah si trasferì da Samuel di Nehardea, che lo tenne in grande considerazione, attribuendogli il soprannome di Shinena (lett. ""acuto", o "uomo con i denti lunghi"). Rimase con Samuel fino a quando non fondò la propria scuola a Pumbedita. Morì nel 299 d.C.
Fu celebrato per la sua pietà religiosa, che intendeva nell'adempiere gli obblighi nei confronti dei propri simili e nell'osservare le leggi del meum et tuum (in riferimento al rispetto della proprietà privata). Secondo alcuni testi, sarebbe riuscito a far cadere la pioggia in tempo di siccità, ordinando al popolo di praticare il digiuno.
Secondo il racconto, Giuda era infaticabile, possedeva aveva un grande zelo per l'apprendimento e una memoria eccezionalmente ritentiva, che gli permisero di raccogliere e trasmettere la maggior parte dei detti di Rav, così come molti dei detti di Samuel di Nehardea. Arrivò ad omettere persino la preghiera quotidiana per garantire più tempo per lo studio e pregò solo una volta ogni trenta giorni. Il Talmud contiene circa 400 detti aggadici e alachici di Rav e molti di Samuel, tutti memorizzati da Giuda b. Ezechiele, unitamente ad alcuni detti di Rav presenti nel Talmud dei quali non fu indicato l'estensore. Dedicò i suoi studi principalmente al trattato mishnaico Neziḳin, rispetto al quale fece proprio il detto "chi vuole essere pio, osservi i principi del Nezikin.
Giuda prestò molta cura nel riferire le parole dei suoi maestri, ammettendo molte volte la dubbia autorevolezza di un detto, ovvero l'incerta attribuzione a Rav o a Samuel da parte delle fonti in suo possesso. Non fu mai deluso dalla sua memoria, e le tradizioni da lui tramandate, sono comunque ritenute affidabili, benché a fronte di una prima edizione scritta che fu realizzata ad anni di distanza.

I passi del Talmud nei quali suo fratello Rami afferma che una certa frase di Rav, citata da Giuda, debba essere ignorata, non mettono in dubbio l'attendibilità della citazione di Giuda, ma sottintendono che Rav espresse una posizione opposta in un momento successivo nel quale Giuda non era presente. In simili casi nei quali sono note due opinioni opposte dello stesso rabbino, l'esegesi considera entrambe nulle e inutilizzabili.

## La scuola di Pumbedita
Nella scuola di Pumbedita introdusse la dialettica talmudica, un metodo di insegnamento che enfatizzava la necessità di operare un esame critico delle materie trattate, delimitandone i confini con precisione. Alcuni dei suoi allievi più grandi non gradirono il metodo e lo lasciarono: uno di loro era Rabbi Ze'era, che si trasferì e visse in Terra santa, disobbedendo all'ordine di Giuda che aveva vietato a tutti i babilonesi di emigrare in tale luogo.

A parte queste eccezioni, il nuovo metodo dialettico fu accettato dalla maggior parte dei suoi discepoli ed attrasse nuovi giovani, cosicché la scuola di Pumbedita crebbe costantemente in importanza e popolarità.
Alla morte di Rav Huna, capo dell'Accademia di Sura, la maggior parte dei suoi allievi continuò gli studi a Pumbedita, che, fino alla morte di Giuda, rimase l'unica sede dell'insegnamento talmudico. Sebbene Giuda si dedicasse principalmente alla dialettica, non mancò di interpretare il mishnayot, di spiegarne il significato di espressioni peculiari ovvero di identificare la lettura corretta in presenza di dubbi interpretativi.
Giuda prestò scarsa attenzione all'Haggadah e la sua opera in tale ambito rimase quasi esclusivamente lessicografica. Il suo contemporaneo Naḥman b. Jacob, noto anche come Rav Nachman, lo elogiò per lo sforzo costante di esprimersi con parole precise ed appropriate.
Amante della natura, Giuda era un attento osservatore della vita animale e vegetale che lo circondava: era solito dire "quando in primavera vedi la natura nella sua bellezza, ringrazierai Dio di aver dato forma a creature e piante così belle, per il bene dell'umanità". Furono tramandate numerose delle sue spiegazioni dei fenomeni naturali, come anche le etimologie dei nomi degli animali e le descrizioni delle loro caratteristiche.